# Albert Bonet Marrugat
Albert Bonet Marrugat (Villafranca del Penedés, 22 de febrero de 1894 - Cornellá de Llobregat, 23 de junio de 1974)  fue un eclesiástico y escritor español. Es conocido por ser el fundador de la Federación de Jóvenes Cristianos de Cataluña y ser consiliario general desde su fundación en 1931 hasta el 1936. En 1995 fue creada la Fundación Dr. Albert Bonet para dar a conocer su vida, valores y obra. 

## Biografía
Doctorado en Teología en 1917 y en Filosofía en 1930, durante la Segunda República fundó la Federación de Jóvenes Cristianos de Cataluña, que rápidamente contó con miles de seguidores pese a la competencia con Acción Católica, que no llegó a arraigar en Cataluña en detrimento de la primera. Fue conciliario general hasta el 1936, cuando el estallido de la Guerra Civil lo hizo emigrar a Roma a bordo del barco italiano Tevere con la ayuda de la Generalidad de Cataluña. Posteriormente se refugió en Pamplona y en 1945 fue nombrado secretario de la dirección central de la Junta Nacional de Acción Católica española. En 1948 fue canónigo de Barcelona. Durante la preparación del Concilio Vaticano II ocupó la posición de experto en la comisión pontificia del apostolado seglar y colaboró en las primeras reacciones de Gaudium te Spes. En 1963 dimitió todos los cargos y volvió a Barcelona.

## Obras destacadas[2]
- Doctrina de Suárez sobre la libertad (1927)
- La doctrina sobre la libertad en las controversias (1931)
- De auxiliis del siglo XVI (1931)
- Un viaje de cara a los jóvenes (1931)
- El que es y espera ser la Federación de Jóvenes Cristianos de Cataluña (1933)
- La Acción Católica antes y ahora (1960)